# 요요미
요요미(영어: Yoyomi, 姚姚美, 본명: 박연아, 1994년 10월 8일~)는 대한민국의 트로트 가수, 싱어송라이터, 배우다.

## 개요
2013년에 가수 활동을 시작했으나 정식 데뷔는 2018년 2월 23일 싱글 앨범 《첫번째 이야기(First Story)》로 했다. 요요미(姚姚美, YOYOMI)라는 이름은 소속사 스쿨뮤직 대표 안정모가 우리말 한자어 '姚姚하다'(아주 어여쁘고 아리땁다)의 어근에 美(아름다울 미)를 붙여서 '마음까지 아름다운 사람이 되어라'는 의미로 지었다. 자신의 소개는 '해피 바이러스, 노래하는 요정, 요미요미 요요미'라고 한다.
소속사 대표의 권유로 유튜브에 요요미가 좋아하는 가수 혜은이의 노래를 하나씩 커버해 올린 후, 동영상이 SNS를 타고 급격히 퍼지면서 명성을 얻었다. 가수 혜은이의 감미롭고 청량한 감성의 목소리에 가까워서 '리틀 혜은이'라는 별칭까지 얻었다.
요요미는 아담한 키에 큰 눈, '척하지' 않아도 저절로 배어 나오는 애교가 그녀의 예명만큼이나 사랑스럽다. 그녀의 이런 귀엽고 깜찍한 외모와 말투, 상큼발랄한 모습, 예의 바름과 겸손함, 솔직함으로 전 연령층에 걸쳐 사랑을 받고 있으며, 특히 삼촌 팬/아재 팬들이 많아 '중통령(중년들의 대통령)'으로 불린다. 고속도로에서 가장 핫한 트로트 가수라서 '고속도로 아이유'로도 불린다.
그녀의 비음이 섞인 맑고 청아한 음색은 심수봉, 조용필, 혜은이, 나훈아 등을 섞어 놓은 듯한 느낌이 든다. 헬륨가스 목소리 때문에 처음 그녀의 음성을 들은 선배 가수들은 '야 너 왜 목소리를 그렇게 내니?', '괜찮아~ 편하게 말해도 돼.'라고 말하거나, 일부 팬은 '누나? 목에 음성변조기 달았어요?'라고 말하기도 하는데, 어디까지나 그녀의 본 목소리라고 한다. 그녀의 애교 있는 행동 또한 원래 그런 것이며, 어려서부터 혼자 거울을 보며 만화영화 캐릭터를 모방해 다양한 표정 연습을 했다고 한다. 그녀는 자신의 노래로 많은 사람들이 행복해지길 바라며 노래할 때가 제일 행복하다고 한다. 어려서부터 혜은이의 사랑스러운 노래를 듣고 가수의 꿈을 키운 그녀는 전 인류에게 행복을 뿜뿜하고 사랑받는 뮤지션이 되는 게 꿈이라고 한다.
주요 장르는 트로트지만 발라드, 알앤비, 댄스, 록, POP 등 못하는 노래가 없을 정도로 '차세대 트로트 스타'로서 주목을 받으며 다양한 장르를 소화하고 있다. 그녀는 '요요미'라는 카테고리 안에 트로트, 발라드, 댄스, POP 등 자기 자신만의 다양한 장르가 있다고 한다. 본인 스스로 ‘상큼 발랄 노래하는 요정’이라는 타이틀로 활동을 하는 가수 요요미는 한 프로그램에 출연해 폭발적인 성량으로 대중들의 눈도장을 받았다 . 그녀는 "창법보다는 감성을 중요시한다"고 밝혔다. 춤 실력도 뛰어난데 안무를 전문적으로 배우지 않고 혼자 느낌(feel)대로 추는 것을 선호한다고 한다. 노래할 때는 마치 한 편의 영화를 찍듯 상상하면서 노래한다고 한다. 트로트 싱어송라이터이기도 한 그녀는 본인 곡 〈나를 꼭 안아주세요〉,〈얼마나 더 울어야 하니〉,〈니가 날 사랑해주면〉,〈알고 싶어 니 마음을〉,〈가자〉를 작사/작곡했다. 2018~2020년간 각종 쇼 프로그램과 예능프로그램, 광고모델, CF, 드라마, 영화, MC, DJ, 실시간 방송 등 다양한 분야에서 왕성하게 활동하고 있다.
최근엔 작곡 공부를 위해 책도 많이 보고, 일본어에도 관심을 두고 있다고 한다. 단독 생활을 하는 그녀는 스케줄을 위한 헤어, 메이크업, 의상도 직접 준비한다고 한다.
유튜브를 통해 거대한 열성팬(팬덤)을 거느린 그녀는 장르와 시대를 넘나드는 커버곡 영상을 매주 업로드하며 일찌감치 견고한 마니아층을 다져왔다. 바쁜 스케줄 속에서도 그녀는 매달 신곡을 내겠다는 공약대로 싱글 앨범을 매달 발표하고 있으며, 유튜브에 커버곡을 매주 월/목요일에 꾸준히 올리고 있다. 그녀는 매달 신곡을 발표해 기네스북에 오르는 게 목표라고 한다 . 신곡의 제작 및 발매 속도가 수 주 이상 걸리는 타 가수의 그것보다 빠른데 보통 매월 신곡 녹음 후 10일이면 음원을 발매해서 대표와 요요미는 가성비 갑 팀이면서 호흡이 쿵짝쿵짝 잘 맞는 환상의 복식조이다. 2022년 4월 현재 인기곡 〈이 오빠 뭐야〉,〈촌스러운 사랑노래(By 요요미)〉,〈S-LOVE〉,〈날 보러 와요〉,〈비타민씨(Vitamin C)〉,〈있기없기〉,〈사랑의 알람〉,〈꿈길〉,〈끌려요〉,〈홍콩익스프레스〉등이 있다.

## 생애
대한민국 충청북도 청주시에서 1994년 10월 8일 출생했으며, 가수 박시원의 3남매 중 고명딸이다. 청주내덕초등학교를 거쳐 청주여자고등학교를 졸업했다. 초등학교 ~ 고등학교 재학 중 노래와 운동(계주선수)을 병행했다. 7세 때 부친의 공연 후 돌아오는 차 안에서 비가 내리는 분위기에 어울리는 혜은이의 〈제3한강교〉가 흘러나오자 '까랑까랑하고 티 없이 맑고 깨끗한 옥구슬 굴러가는 사랑스런 목소리에 충격'을 받아 가수의 꿈을 가졌다고 한다. 초등학교 5학년 때(2005년) KBS 《열려라 동요세상》에 '세콤달콤'이라는 중창단으로 참가해 〈소리는 세콤 글은 달콤〉을 불러 으뜸상(대상)을 수상해 유년시절부터 남다른 보컬 실력을 선보여 왔다. 공부 빼고 다 잘해서 남학생들의 '퀸카'로 불렸다고 한다. 중학교 1학년(2007년) 때 부산으로 가족여행 중 노래방에서 혜은이의 〈제3한강교〉, 심수봉의 〈그때 그 사람〉을 부르고 부친의 정식 허락을 받아 본격적인 가수의 꿈을 키웠다고 한다. 어려서부터 혜은이의 〈제3한강교〉를 즐겨 불러서 이 곡이 '18번'이라고 한다. 걸그룹을 비롯한 남자 아이돌의 노래와 댄스로 교우들의 마음을 사로잡았다고 한다. 고등학교 1학년(2010년) 때 JYP 오디션에 참가해 1차에 합격하고 2차 오디션을 준비하다 부친의 반대로 포기했다. 2011년 청주의 실용음악 학원이 개최한 콘서트에 친구들과 함께 참가하였다. 고등학교를 졸업하고 음악 학원만 다닌 정도였고 따로 음악을 배우진 않았고, 전문적으로 배워야 한다는 것에 대해 깊이 생각하진 않았다고 한다. 현재(주)스쿨뮤직 소속의 가수, 배우이다. 20대 초반까지 청주시에서 거주하다가 데뷔 후 인천광역시에서 거주하고 있으며, 2020년 가족 모두가 인천으로 이사했다.

## 연아 시절
- 2012년(19세)에 공개 오디션에서 우승하고[37] 신인가수로 데뷔했다.[38] 2013년(20세) '연아(Yun-A)'라는 이름으로 본격적인 가수활동을 시작해 '트로트계의 여동생'으로 불리며[39] 행사에서 노래도 몇 번 하고, '다영엔터테인먼트(대표 김대식)'[40]와 (재)천안웰빙식품엑스포 조직위원회가 공동기획한 《2013천안국제웰빙식품엑스포》로고송인 〈웰빙송〉을 불렀다.[41][42] 얼마 후에 스스로 계약을 해지했다.[43]

- 2013년 '연아(Yun-A)'의 첫 싱글앨범 《Sorry Sorry》를 발표했고 수록곡 〈Sorry Sorry〉는 자신을 어리게만 보는, 자신이 좋아하는 오빠에게 투정 섞인 경고의 메시지를 보내는 애교스러운 분위기의 신나는 세미 트로트 곡이다.[44]

- 2017년 현 소속사와 계약 전까지 무명가수로 활동하기도 했고,[45] 부친의 라이브 카페에서  '오부리(DJ)' 알바를 하며 심수봉의 〈사랑밖엔 난 몰라〉를 부르며 노래연습을 했는데 이 곡이 '첫 인생 트로트'가 됐다고 한다.[46]

### 앨범, CM송
- 2013.03.13. CM송《2013 천안국제웰빙식품엑스포》 로고송 [47]

- 2013.07.23. 1st 싱글앨범 《Sorry Sorry》- 〈Sorry Sorry〉(장르: 트로트, 작사: 윤설, 김현진, 작곡: Dr.Q, 편곡: 최수영),
 〈쿵쿵〉(장르: 트로트, 작사: 우미림, 작곡: Dr.Q, 편곡: Dr.Q)[48]

### 행사
- 2013.08.31. 《2013 천안국제웰빙엑스포 개막식》초대가수 〈웰빙송〉[49]
- 2013.09.07. 《2013 웰빙스타 가요제》초대가수 〈웰빙송〉[50]

## 데뷔
(주)스쿨뮤직에서 〈이 오빠 뭐야〉(작사 오필승/안정모, 작곡 장춘식)라는 곡을 다 완성해 놓고, 불러줄 가수를 찾는 오디션에 참가했다. 현역 가수 등 10명의 지원자와 경합해 1 · 2차 선발과정을 거쳐 최종 합격했다. 현 소속사 스쿨뮤직과 2017년 8월 계약을 맺었다. 스쿨뮤직에서 7개월 간의 데뷔 준비에 돌입하고, 2017년 8월《제14회 추풍령가요제》에 참가해 〈우쭈쭈〉를 불러 장려상을 받았고, 2018년 2월 23일 싱글 앨범 《첫번째 이야기(First Story)》로 데뷔했다.

## 연예 활동
- 2018년 소속사 대표(안정모)의 권유로 유튜브에 자신의 노래를 올리기 시작하고, 2018년 12월 31일 요요미가 좋아하는 가수 혜은이의 〈제3한강교〉를 시작으로 혜은이의 곡들을 하나씩 커버해 올린 후 커버곡이 SNS를 타고 급격히 퍼지면서 유명세가 시작되었다.[53] 사실 요요미는 혜은이의 곡을 커버곡으로 올리기 전부터 혜은이의 노래를 잘 불렀다.[54] 매달 신곡을 내겠다는 공약을 내걸었고 실제로 같은 해(2018년) 10월 싱글앨범 《두번째 이야기》를 발매한 후 매달 음원을 발표하고 있다.[55] 데뷔 초에 록 밴드 '부활'의 드러머 채제민에게서 드럼 강습을 받았다. 가수 혜은이의 감미롭고 청량한 감성의 목소리에 가까워서 '리틀 혜은이'라는 별칭까지 얻었다. 유튜브에서 가수 혜은이의 〈새벽비〉를 '요요미 스타일'로 편곡 및 커버한 영상은 조회수가 2021년 8월 16일 현재 500만회를 넘어섰다. 샛별처럼 떠오른 그녀는 KBS 청주총국과 유튜브 협업을 통해 짧은 기간에 스타 반열에 올라 화제를 모았다[56].

- 1004 클럽 나눔 공동체 홍보대사로 활동하고 있다.[57]

- 2018년 8월 8일 KBS 1TV 《아침마당》전국 이야기 대회 〈도전 꿈의 무대〉에 출연해 32년째(2018년 당시) 무명가수인 아버지 박시원의 한을 풀어주기 위해 〈자기야〉를 불렀다.

- 내일은 미스트롯 출연 : 2019년 2월부터 시작한 TV조선 오디션 프로그램 내일은 미스트롯에 참가했다. 3월 14일 3회 예선에 현역부 A조로 출연해 예비합격자가 되었으나 본선1차 진출 추가합격자 1명에 들지 못했으며 노래하는 모습은 방송에 나오지 않았다. 처음 참가자 100인을 소개할 때 얼굴이 나온 후 가끔 리액션 장면으로 몇 번 화면에 잡힌 게 전부다. 통편집 된 것에 대해서는 요요미 자신도 예능을 많이 출연한 적이 없다 보니 긴장을 해서 제대로 자신의 매력을 보여주지 못한 것 같다며, 하지만 미스트롯 덕분에 긍정적인 자세로 무대에 서야겠다는걸 깨달아서 미스트롯에 감사하다고 한다. 유튜브 실시간 방송에서 밝힌 바에 따르면, 그날 인사를 '안녕하세요~ 10대들도 좋아하는 트로트가수, 해피바이러스 노래하는 요정 요미요미 요요미입니다~ 윙크! 아잉~' 하며 깜찍하게 했는데 마스터 12인 중 박명수가 '야~ 너 자꾸 그렇게 애교부리면 안뽑아준다~'라고 너스레를 떨었고, 여기에 요요미가 예능을 다큐로 받아들인 나머지 시종일관 얼어서 노래를 했다고 한다.[58]  2023년 현재 인기나 활동성, 팬카페 회원 수 등으로 본다면 요요미는 당시 참가자들 중 TOP 5 안에 들 정도로 인기를 구가하고 있다.

- 2019년 5월 17일(업체 유튜브 채널 업로드 날짜 기준) SBI저축은행 CF에 가수 혜은이의 노래 〈제3한강교〉를 레트로 스타일로 패러디한 곡 〈월급은 흘러갑니다〉, 10월 25일 〈영원한 친구〉를 개사한 〈영원한 저축〉, 〈토요일은 밤이 좋아〉를 개사한 〈토요일은 뱅킹 좋아〉, 11월 1일 〈당신은 모르실거야〉를 개사한 〈당신은 모으실꺼야〉를 통해 본격적으로 유명세를 타기 시작했다.[59]

- 2019년 6월 3일 '인천일보TV 초대석'에서 그녀는 '유튜브의 댓글들을 세세하게 다 읽는다.'고 말했다. 그 중에 '80년대 미인상','과거에서 시간여행을 온 듯한 아이','7080곡을 소화하는 게 기특하다'는 댓글을 소개했다. '커버곡 부르는데 여유있어 보이는 비결'을 묻자 '곡 해석을 나름대로 하는데 영화 속 한 장면의 필름이 돌아가 듯이 주인공이 되어 청중에게 자신의 노래로 영화 한 편을 보여주듯이 노래한다.'고 답했다.[60]

- 가요무대에도 자주 나온다. 2019년 7월 8일에는 윤시내의 〈나는 열 아홉 살이에요〉를 불렀다.[61]

- 2019년 8월 14일 채널A 교양프로그램 행복한 아침에 아버지 가수 박시원과 함께 게스트로 출연했다.

- 2019년 8월 23일 유튜브 실버버튼을 받았다.[62]

- 2019년 KNN '골든마이크'에 출연하였다.

- 2019년 9월 30일부터 FTV의 낚시 드라마 '조미료'에 김하영 등과 함께 배우로 첫 출연했다.

- 2019년 10월 4일 순천시 홍보대사로 임명되었다.[63]

- 2019년 11월 18일 KBS 1TV 《아침마당》 '월요 토크쇼 명불허전'에 선배 가수 금잔디와 함께 출연하여 자신의 곡 〈이 오빠 뭐야〉를 불렀다. 다른 팀의 선배로 출연한 이호섭 작곡가는 "잃어버린 요정을 다시 환생시킨 모습을 보는 것 같다. 노래와 표정 연기, 액션 연기 여기에서 나오는 퍼포먼스까지 같이 양수빈덕이 돼있다는 정말 독특한 개성을 갖고 있다."고 호평했다. 이날 경연에 참가한 신인 트로트 가수 '트로트 이무기' 유산슬 덕분에 출연진 전원이 홍보되는 효과를 톡톡히 얻었다.

- 2019년 11월 19일 청주KBS 안치뮤직(현 레코드대장DJ)에서 김정호의 〈하얀나비〉를 녹음하던 중 귀신 몰래카메라를 당했다. 세번째 그림자가 덮치자 몸을 움찔하며 급기야는 헤드폰을 집어던지며 바닥에 주저앉아 울음을 터트렸다. 우는 모습이 너무나 사랑스러워 다들 미안해하는 모습이었다.

- 2019년 11월23일부터 12월 28일까지 청주, 광주, 울산, 안산, 창원, 전주, 강릉 등에서 《요요미 1st 전국투어콘서트》를 개최할 예정이었다. 그러나 첫 공연일을 일주일 앞둔 2019년 11월15일 요요미 측은 “11월23일 청주 공연 외 다른 지역 공연은 모두 취소됐다”고 공지했다. 이에 요요미는 전국 투어의 첫 공연지인 청주에서만 콘서트를 진행하고 이 외 지역은 모두 환불 처리했다.[64] 12월 8일 울산에서 《요요미 전국투어콘서트》를 열었다.[65]

- 2019년 11월 28일[66] MBC 가요베스트에 출연하였다. 여담으로 이 회차에 유산슬이 같이 출연하였다.(정확히는 요요미는 1부, 유산슬은 2부 출연이라 방영된 회차는 다르지만 둘 다 같은날에 출연하였다.) 촬영한 장소는 다름 아닌 요요미가 홍보대사로 활동 중인 순천시다.

- 2019년 12월 29일, 2020년 1월 5일( 29일 내용이 5일에 이어진다.) SBS '런닝맨'에 게스트로 허경환, 전효성, 강태오와 함께 출연했다.

- 2020년 2월 20일 여수MBC 라디오 《신나는 오후》에 출연해 자신은 장르마다 다양한 '창법보다는 느낌(feel)을 중요시한다.','발라드 부르면 숨소리가 많이 난다.','트로트에선 가성과 진성을 넘나드는 한이 서린 느낌이 어렵다.'고 밝혔다.

- 2020년 3월 8일/15일 MBC 미스터리 음악쇼 복면가왕 123차 경연에서 '가왕 널 이기는 데는 3분이면 충분해! 컵라면'으로 출연해서 2라운드까지 올라갔고 2라운드에서 탈락했으나 MC와 판정단들의 앵콜 요청으로 준비한 3곡을 모두 불렀다. 참고로 3라운드에서 부를 예정이었던 곡은 조용필의 〈창밖의 여자〉. 이날 판정단으로 나온 송가인은 이미 1라운드서부터 그녀의 정체를 파악했다. 참고로 송가인과 요요미는 내일은 미스트롯 오디션 프로그램에 나왔으며 심지어 같은 현역부 A조였고 MC 역시 김성주였다. 송가인은 요요미를 두고 '트로트계에선 이런 목소리가 없다. 귀한 보물같은 존재다.'라고 평했다. 〈창밖의 여자〉를 들은 '국민약골' 이윤석은 안수기도를 받은 듯 벌떡 일어나 환호했다.

- 2020년 4월 12일부터 11월 29일까지 TBS 《최일구의 허리케인 라디오》 '이 노래 어때..요?' 코너에 강수빈과 함께 고정게스트로 출연하였다. 매주 일요일 4부에 방영됐는데, '허리케인 시스터스 1호 강수빈, 2호 요요미'(나이순)로 명명되어 상황극 '모락하노'와 선곡대결을 했다. 상황극에선 요요미의 헬륨가스 목소리로 다양한 캐릭터를 재미있게 연기했다. 선곡대결에선 매주 주어진 주제에 맞는 곡을 선곡해오고, '선달 김현욱PD'가 판정하며, 승자는 끝곡의 주인공이 됐다.

- 2020년 4월 28일부터 10월 20일까지 OBS에서 본인의 이름이 들어간 '요요미의 어떤가요'(월요일 방영)와 '요요미의 이런가요'(일요일 방영,《독특한 연예뉴스》속 코너) 코너의 진행을 맡았다. 가수들의 사연을 탁월한 진행 솜씨로 소개하고, 뛰어난 노래실력으로 가수의 대표곡을 커버곡으로 불렀다. 유튜브 커버곡 작업을 위해 10월 20일 녹화를 마지막으로 진행을 종료했다. OBS에서는 '시청자가 뽑은 2020 핫 아이콘 - 트로트 라이징스타'로 요요미가 선정되었다며 트로피를 수여했다. 이에 "많은 사람들에게 사랑받는 스타뮤지션 되는게 꿈"이라고 소감을 말했다.[67]

- 6시 내고향 : 2020년 5월 8일부터 9월 30일 까지 KBS 1TV 《6시 내고향》 '이홍렬의 장터쇼' (금요일)에 출연해 코로나19사태로 어려움을 겪는 상인들을 위로하고, 응어리를 해소시켜주고, 다양한 이야기를 전했다. 가수 요요미는 상인들이 듣고 싶어하는 신청곡과 사연을 접하고 시원하게 속풀이를 하는 '속풀이송'을 불렀다. 코미디언 이홍렬, 가수 요요미는 각종 개인기를 선보이며 환상의 케미스트리를 자랑했다.[68]

- 불후의 명곡 - 전설을 노래하다 : 〈1차 출연〉 2020년 5월 9일 '가족특집'에 아버지 박시원과 함께 출연해 조용필의 〈나는 너 좋아〉를 불렀는데, 박시원의 폭발적인 가창력과 요요미의 상큼하고 사랑스런 노래로 많은 박수갈채를 받았다. '스페셜 명곡 판정단'은 박시원의 가장으로서의 역할에 충실했던 점에도 찬사를 보냈다. 윤지영 아나운서는 "요즘 아름다운 걸 보면 눈물이 나는데, 신부 입장할 때 아빠와 함께 할 때도 눈물이 난다. 두 분에게 그런 느낌을 받았다"라며 두 사람의 애틋함에 함께 기뻤다고 했다.[69] 무대가 끝나고 요요미는 혜은이의 〈제3한강교〉를 불러 '리틀 혜은이'라는 수식어가 허언이 아님을 증명해보였다. 이날 '요요미 & 박시원' 가족은 '박강성 & 아들 루', '육중완밴드 & 강덕천(강준우 아버지)', '노지훈 & 이은혜' 가족을 꺾고 최종적으로 우승을 차지했다.

- 불후의 명곡 - 전설을 노래하다 : 〈2차 출연〉 2020년 6월 27일 '리틀 스타' 특집에 출연해 혜은이의 〈새벽비〉를 선곡해 '혜은이 오마주'를 다짐하며 상큼발랄하게 열창했다. 요요미 특유의 입술깨물기+어깨털기로 감미롭고 청량한 혜은이의 감성을 자극하는 화려한 무대를 선보여 '스페별 명곡판정단'의 찬사를 받았지만, '리틀 김경호' 곽동현의 4단 고음의 벽을 넘지 못하고 고배를 마셨다. 무대를 본 가수 벤은 “(혜은이와) 진짜 닮아보였다. 되게 섬세하고 노래 너무 잘하는 것 같다. 여자가 봐도 사랑스럽다”라고 평했다.[70]

- 불후의 명곡 - 전설을 노래하다 : 〈3차 출연〉 2020년 7월 11일 '상반기 결산 왕중왕전 2부'에 출연해 남진의 〈잡초〉를 재해석해 트로트, 랩, 요들송, 로봇춤으로 꾸민 '필살기 4종 세트'가 객석은 물론, 브라운관을 넘어 시청자들의 마음까지 사로잡았다.[71] 해피바이러스 별칭에 걸맞게 다양한 요소를 가미해 팔색조 매력을 보인 그녀에 대해 MC 정재형은 "요요미와 함께 세계 일주를 한 기분"이라고 감상을 남겼다. 하지만 뮤지컬배우 민우혁의 한편의 역대급 뮤지컬을 연상케하는 무대에 승기를 내줬다. 요요미는 "원래 마이클 잭슨의 문워크를 준비했는데 구두 때문에 못했다"고 아쉬워했다.[72]

- 불후의 명곡 - 전설을 노래하다 : 〈4차 출연〉 2020년 8월 22일 '김종국X터보I'에 출연해 김종국의 〈사랑스러워〉를 첫번째로 불렀다. 그녀만의 청아한 목소리와 상큼발랄한 댄스를 가미해 마음을 사르르 녹여버리는 사랑스러움으로 무대를 뜯었다. 조권은 "어우~ 귀염뽀짝, 너~무 예뻐, 미친 감동 완전 소중~!"이라고 뮤지컬 '제이미'의 대사를 말했고[73], MC 김준현은 "더운 여름날 딸기셔벗을 한입 떠먹은 기분처럼 상큼하다"라고 소감을 말했다. 김종국은 "처음부터 끝까지 너무 끼가 많아서 보는 내내 재밌었다"고 했다. 상큼하고 다채로운 보이스와 파워풀한 칼군무를 보여준 걸그룹 엘리스를 꺾고 1승의 고지를 점령했지만, 명품 하모니를 자랑하는 크로스오버 그룹 라포엠에 2승의 고지를 내줬다.

- 불후의 명곡 - 전설을 노래하다 : 〈5차 출연〉 2020년 11월 21일 '트롯전국체전' 특집 1탄에 주현미의 〈짝사랑〉을 선곡해 마지막 주자로 무대에 올랐다. '해피해피한 무대를 선보이겠다'고 다짐한 그녀는 초반 간드러지는 목소리로 시작해 사랑스럽고 행복한 느낌이 드는 무대를 펼쳤다. 중반 이후에는 템포를 다소 빠르게 하면서 깜찍한 목소리로 실용음악과 학생들과 어린이 합창단이 함께 참여해 마치 신나는 축제 한마당 같은 무대를 선보였다. 황치열은 "너무 귀엽고 작고 아담하지만 무대에서 굉장히 큰 에너지가 많다"고 했다. 송가인은 "너무 귀엽고 목소리가 은쟁반에 옥구슬 같이 사람을 기분좋게 해주는 매력이 있다"고 했다. 주현미 감독은 "뮤지컬 같았다. 정말 저 무대로 뛰쳐가고 싶은 마음이 들었다."고 소감을 밝혔다. 오언종 아나운서는 "요요미씨의 장점이 가장 도드라진 무대가 아니었나. 흡사 부흥회 같았다. 자연스럽게 손이 올라가더라."고 했다. 3승을 이어온 '자체발광 미남 감성 장인' 신유를 꺾고 1부 최종 우승을 차지했다. 그녀의 우승에 대해 '동양의 파바로티' 테너 조용갑은 그의 유튜브 채널에서 다음과 같이 분석했다. "요요미는 '창가에 앉아~' 할 때 '안즈아~' 발음에 공기가 들어가 섹시미를 가졌고, 많은 남성들을 심쿵하게 만든다. 이런 독특함을 살려주면서 가장 자기스럽게 노래를 하고 있다. 이 노래를 자기화시켜서 마치 자기 노래인 양 노래를 하고 있다. 노래인지 애교인지 모르게 애교스럽게 노래하는 걸 요요미는 극대화시켰고 그에 맞는 곡을 잘 선곡해서 더 점수를 많이 받게 됐다."[74]

- 2020년 10월 1일 TBS《이가희의 러브레터》에서 강혜연과 함께 '국민비타민'으로 출연했다. 이날 강혜연은 '국민소화제' 별칭을 얻었고, 요요미는 '추석날 많이 드시고 국민 소화제 강혜연 언니의 노래 들어주세요.'라고 했다.

- 2020년 10월 7일 유튜브 라이브 《라디오 가가 TV》에 출연해 2018년 7월 20일 '팬클럽 창단 쇼케이스'에서의 일화를 털어놨다. 그날 요요미는 의상을 4~5회 갈아입으며 여러 곡을 노래했고, 진행자 박현준은 관객 4명 앞에서 '무슨 이야기를 해야할지 몰랐다.'며 일화를 소개했다. 이어 박현준은 요요미가 '4명 앞에서 마치 4만 명 있는 것처럼 노래하더라.'고 했다.

- 2020년 10월 8일 가황 나훈아의 〈테스형〉 커버곡을 자신의 유튜브 채널에 올리고 10일(2020.10.18. )도 안돼 조회수 100만회를 돌파했다. 그녀만의 독특한 청아하고 애절한 음색으로 부른 〈테스형〉 커버곡을 두고 대중들은 '전혀 다른 느낌의 테스형', '테스 오빠라고 불러야 한다'며 가녀린 여성 가수가 부른 또 다른 느낌의 〈테스형〉에 MBN《뉴스 파이터》(2020.10.15.)도 주목했다.[75][76] 2020년 12월 27일 저녁에 200만뷰를 넘었다. 이후에도 여러 가수들이 '테스형' 커버곡을 불렀고, 인터넷 상에 다양한 형태의 '테스형' 패러디와 노래의 가사 내용이나 가락을 응용해 좀 더 익살스럽게 표현한 밈(meme) 영상이 쏟아졌다.[77]

- 2020년 10월 31일 MBN 《로또싱어》5회에 B조 27번으로 출연해 '가왕' 조용필의 〈비련〉을 불렀다. 종소리와 웅장한 그레고리안풍 코러스로 시작되는 무대에서[78] 그녀만의 청아하고 간드러지는 목소리로 절절한 슬픔을 포효하듯 쏟아냈다. 여신 같은 분위기를 드러내는 순백의 드레스를 입은 미모도 시선을 끌었다.[79] 조장혁은 "호흡 7, 소리 3 소리를 낸다"며 극찬했다. 요요미는 "귀엽고 깜찍하고 발랄한 모습 (보다는) 색다른 모습을 보여드리고 싶어 선곡했다"고 말했으며, 호평이 이어졌다.[80] "노래가 좀 무거워서 요요미씨랑 안 맞지 않았나"며 우려섞인 평을 한 김구라와는 반대로 차태현은 "굉장히 멋있었다."고 극찬했으며, 요요미는 "팔색조 매력을 보여주고 싶었다"고 MBN뉴스파이터와의 인터뷰에서 밝혔다.[81] 그녀는 재도전을 선택했고, 11월 7일 B조 재도전 곡으로 마돈나의 〈Like A Virgin〉과 마이클 잭슨의 〈Billie Jean〉을 불렀다. 〈Like A Virgin〉에서는 상큼하고 요염한 관능미를 뽐냈고, 〈Billie Jean〉에서는 강렬한 카리스마를 드러냈다. 박성광은 "밝고 긍정적인 기운 너무 좋다. 노래를 너무 잘 살렸다"며 극찬했다. 박소현은 "쇼 적인 요소와 압도적인 표정이 많은 분들의 마음을 흔들지 않았을까 싶다. 마이클 잭슨과 마돈나의 선곡이 많은 분들의 픽을 받을 것 같다"고 평가했다.[82] 쟁쟁한 실력자들이 포진한 B조 15인 중 8위에(1차 2454점, 2차 2625점을 받았다) 올랐다.

- 2020년 12월 4일 소울 넘치는 1.9m 거대 가수 김태우가 찾아가는 모빌리티 음악쇼 《GoStarBuStar - 고스타버스타》 유튜브 방송에 출연해, 박진영의 자작곡 〈촌스러운 사랑 노래〉의 주인 찾기 프로젝트에 참여했다. 여기에는 박진영(JYP)이 초대한 10명의 프로/아마추어 가수, 유튜버가 참가했다. 요요미는 "솔직하게 말하면 박진영 선배님을 뵙고 싶어서 참가하게 됐다. 또 다른 이유는 고등학교 1학년 때 JYP 엔터테인먼트 오디션을 본 적이 있었다. 1차에 합격하고 2차 오디션을 준비하고 있었는데 아버지께서 혼내서 못 가게 됐다. (〈촌스러운 사랑 노래〉에 대해) 들었을 때 딱 저를 보는 것 같았다."고 밝혔다. 자신만의 유니크한 목소리로 〈촌스러운 사랑 노래〉를 해석, 평소 밝은 이미지와는 상반되는 애절한 감성을 완벽하게 표현했다.[83]  박진영은 "약점이 없다. 발성은 발성대로 감성은 감성대로 근데 그게 누구처럼 부르지 않는다."고 극찬했다. 〈촌스러운 사랑 노래〉의 최종 주인은 요요미가 되었다.

- 2020년 12월 7일 KBS 2TV 《굿모닝 대한민국 라이브》 109회 3부 '노래는 인생을 싣고'에 출연했다. 18세 고교생이 네이버 지식인에 올린 질문에 대해 "열여덟살 누구누구야, 조금 더 나이가 먹으면 취향이 바뀔 수도 있어. 나는 조금만 좋아해주고 나중에 더 이쁜 사람 만나서 사랑하렴'이라고 말했다. 제일 좋하는 별명은 "해피바이러스, 하루하루 사는게 행복하다. 팬이 대표에게 문자로 '덕분에 행복해져서 우울증을 고쳤다.'고 해서 더 애착이 간다"고 한다.

- 2020년 12월 25일 '6시 내고향' - '계양산전통시장'편 촬영 중 요요미는 길을 지나던 팬을 만났다. “잘 보고 있어요”라는 팬의 말에 김선근 아나운서는 “어디서 보셨어요?”라고 물었다. 하지만 팬은 “그러면 댁은 누구세요?”라고 반문해 웃음을 자아냈다. 요요미는 알고 있지만 김선근 아나운서는 몰랐던 것. 팬은 김선근 아나운서에게 “요요미씨 잘 모셔요”라며 자리를 떠났다.[84]

- 2020년 12월 30일 'MBC 방송연예대상' 시상식에서 '여자 신인상' 후보로 요요미가 선정되었으나 수상은 하지 못했다.[85] 시상식에도 초대되었는데 코로나 사태로 행사가 축소되어 출연하지는 못했다. 요요미는 MBC '트로트의 민족', '휴먼다큐 사람이 좋다', '문화콘서트 난장', '복면가왕', '기분 좋은날', '대한외국인', '비디오 스타', '나는 트로트 가수다', '지금은 라디오 시대' 등에 출연하며 꾸준한 인기를 얻고 있다. '트로트의 민족'이 시청률이 높았으면 하는 아쉬움이 크다. 12월 25일에는 OBS '시청자가 뽑은 〈2020 핫 아이콘〉 - 트로트 라이징스타 부문'을 수상하기도 했다.

- 2021년 2월 10일 오후 6시 〈촌스러운 사랑노래〉의 음원발매와 뮤직비디오가 공개되었다. 〈촌스러운 사랑노래〉는 박진영PD가 작사, 작곡, 편곡하고 JYP엔터테인먼트 소속이 아닌 가수가 노래하는 방식의 작곡가 프로젝트로써 그 1호 곡으로 발매한 작품집이다. 트로트 신예 요요미가 공개 오디션을 거쳐 가창자로 선정돼 첫 객원 멤버의 영광을 안았다.[86] 이 곡은 미국의 컨트리 음악과 한국의 트로트를 합친 '컨트롯(Controt)' 장르로 박진영이 명명했다. 음원 사이트에는 성인가요 장르로 등록됐다. 둘의 공통점인 순수하고 서정적인 감성의 멜로디와 가사가 담겼다. 반주 역시 기본 밴드 악기들로만 녹음했고, 음향 기기들도 모두 70년대에 사용하던 진공관 마이크와 프리앰프 등을 사용해 아날로그 감성을 완벽히 재현했다.[87] 뮤비는 7080 음악감상실 〈네시봉(N'est Ci Bon)〉에서 밴드마스터 겸 기타리스트, 작곡가로 변신한 박진영과 애달픈 사랑 이야기를 간직한 전속 가수 요요미의 모습을 담았다. 다정하고 포근한 분위기의 영상미가 보는 이들에게 특별한 추억 여행을 선사한다.[88] 이번 뮤비는 옛 청춘 영화 구성에 재미와 감수성을 동시에 자극한다. 박진영의 깨알 연기와 요요미가 노래로 풀어내는 감성이 조화를 이룬다. 박진영은 음악, 비주얼 콘셉트, 뮤비 스토리를 촘촘하게 프로듀싱해 콘텐츠를 완성했다.[89]
- 2021년 3월 5일 NH농협은행에서 '요요미와 함께하는 화훼 소비 촉진 홍보영상 〈꽃타령〉'에 본인의 노래 〈꽃타령〉을 개사해 음원 기부 및 재능기부를 하였다. 영상에 참여한 요요미는 “자신의 노래가 화훼농가와 힘든 시기를 보내고 있는 많은 분들에게 힘이 된다는 생각에 열심히 영상 제작에 참여하게 됐다”고 소회했다.[90]

- 2021년 8월 16일 요요미의 노래 〈찌개〉를 모티브로 봉만대 감독이 영화와 뮤지컬을 혼합한 형태로 제작한 씨네컬 '찌개 - 숲속의 여우'를 공개하였다. 약 13분 분량의 씨네컬에서 처음 주연을 맡은 요요미는 천년 묵은 구미호로 분해 사골같은 남자를 갈망하며 숲에 들어온 라이더들을 희생양으로 삼기를 반복한다는 코믹호러물이다.

- 2022년 8월 22일 〔박상민·황기순 '사랑더하기' 거리모금〕에 재능기부로 모금활동에 참여했다.[91]

## FC트롯퀸즈
- 2022년 4월 8일 트로트 가수로 구성된 여자 풋살(futsal)팀 ‘FC트롯퀸즈’가 창단됐다. 트로트 가수 김혜연, 서지오, 박주희, 지원이, 별사랑, 마이진, 이소나, 장혜리, 소유미, 요요미가 창단 멤버이며,  감독 이상윤, 코치 김동훈, 김동섭이 맡았고, 팀단장은 가수 서지오가 맡았다. 여자 트로트 가수 중에 힘깨나 쓰거나 운동부 출신[92]이 주축으로 체계적인 훈련과 연습을 통해 체력, 기술 등을 연마해 전국 각지의 여자축구팀들과의 도장깨기 가 이어질것이며, 트로트가수들의 친목도 다지고 방송활동도 같이 하며, 건강한 친목 단체로써 운영해 나갈 것이라 한다.[93]

- 2022년 8월 12일 FC트롯퀸즈 워크숍에 개그우먼 출신 가수 안소미가 합류하면서 FC트롯퀸즈에 입단했다. 12월에 김혜연, 별사랑, 지원이가 탈퇴하고, 김명선, 트윈걸스(강민선,강민정)가 새로 입단했다.

- 2023년 1월 13일에 인도네시아 자카르타 현지 '상공인의 날' 축하공연이 있었고, 15일에는 현지 여자 ARENA FC 팀과 원정경기를 가졌다. 3월에 이소나가 건강상의 이유로 탈퇴했다.

## 유튜브 활동 및 팬카페

### 유튜브 채널
요요미 - YOYOMI 활동에 전념하고 있으며, 트로트는 물론 댄스, 발라드, 알앤비, POP 등 여러 장르를 커버곡으로 올리고 있다. 커버곡 영상은 스케줄이 빈 시간에 주로 제작하는데, 먼저 노래 전체를 여러 번 녹음해서 그 중에 제일 나은 버전으로 편집없이 선정하고, 그에 맞춰 헤어/의상/댄스를 추가해 영상을 촬영해 불과 몇 시간 만에 제작한다고 한다. 처음엔 녹음&영상을 동시에 작업했으나 화면이 안이뻐서 별도의 작업으로 바꾸었다고 한다. 토트넘 응원가 커버 보기.
유튜브 구독자수는 2018년 2월 데뷔 이후 2019년 7월 15일 10만 돌파, 2019년 11월 16만명 2019년 12월 16일 20만명, 2020년 11월 5일 30만명, 2023년 9월 11일 50만명, 2025년 8월 15일 80만명을 넘어섰다.
커버곡은 소속사 사무실에서 대표와 요요미 둘이서 2~3시간 만에 작업한다. 2019년 1월부터 2020년 12월까지는 매주 월/목요일 10시에 업로드했으나, 2021년 1월 7일부터 촬영 과정이나 일상을 담은 V-Log(브이로그)를 새로이 선보였는데, 매주 월요일에는 커버곡, 목요일에는 브이로그를 올렸으나, 2020년 3월 4일부터 좋은 퀄리티를 위해서 매주 월요일에만 커버송 콘텐츠를 업로드해서 2022년 4월 25일 이후 잠시 쉬었다가 11월 14일 부터 다시 커버송을 업로드 하고 있다.
처음엔 행사 촬영지에서 뮤직비디오처럼 영상을 촬영하다가 해외로 나가서 찍기도 했으며, 고풍스런 한옥이나 야외를 배경으로 촬영했는데 비교적 퀄리티가 높았다. 모든게 요요미와 소속사 대표 둘이서 제작한 것인데, 요요미는 의상과 헤어 메이크업을 담당하고 소속사 대표가 영상 촬영 편집을 맡았다. 박진영이〈돌아와요〉뮤직비디오를 보고는 요요미와 대표 단 둘이 해냈다는 말에 놀람을 금하지 못했다. 스케쥴이 바쁘고 주2회 커버송을 제작하면서 주로 옷방으로 쓰는 사무실에서 영상을 찍는 경우가 많아졌고, 옷이 사무실에 꽉 차서 더 이상 영상을 찍기가 어려워지자 아래층 운동하는 곳에서 커버송을 찍고 있다.
데뷔 초 섹시 컨셉을 시도했다가 큐티 컨셉으로 바꿨는데 이것이 요요미와 잘 맞아 떨어지면서 팬들로 부터 좋은 반응을 보였고, 2021년 부터는 퀄리티를 고려해 다양한 변화를 시도하고 있다. 급기야 2022년에는 파격적인 섹시 컨셉의 신곡 뮤비를 선보이면서 팬들로 부터 논란이 되기도 했으나 곧 청순미로 변신하며 팔색조다운 모습을 보이고 있다.
현재 중국, 러시아, 일본, 네팔, 유럽, 멕시코에까지 이름이 알려져 팬이 생겨나고 있다.

### 팬카페
- 가수 요요미 공식 팬카페 💕난다요요미💕 - 2020년 9월에 다음 카페, 네이버 카페, 네이버 밴드 등을 통합해 새로이 통합카페가 오픈됐다[98] . 통합카페 출범시 카페명은 '[통합] 난다요요미'였으나 새로운 운영진이 구성되고 현재의 명칭으로 바뀌었다.  팬들과 소통하는 인사말 '요하~!', '♡(하트) 머겅~'('부활' 베이스 이윤종이 줌)[99], '♡(하트) 두번 머겅~'가 있다. 팬덤 컬러는 민트다.

- 팬(ffan.) 요요미  - 2023년 2월 13일 두번째 공식 팬 커뮤니티를 오픈했다. 공식 프로필, 앨범 정보, 포토 갤러리, 소셜 정보, 공유하기 등 요요미의 다양한 정보를 담은 공식 아티스트 페이지다. 직접 아티스트와 이야기도 나누고, 더 많은 사진과 일상을 만나볼 수 있다.

## 앨범

### 싱글, EP
앨범목록:
- 2018.02.23. 싱글 《첫번째 이야기》발매 - 〈이 오빠 뭐야 (Who's that guy)〉(장르:세미트로트, 작사:안정모/오필승, 작곡/편곡:장춘식), 
 〈하트 뿅뿅((Heart bbong bbong))〉(장르:세미트로트, 작곡/편곡:장춘식, 작사:제인.K),
 〈자석 같은 남자 (Man like a magnet)〉(장르:댄스트로트, 작곡/편곡:장춘식, 작사:제인.K)
- 2018.10.16. 싱글 《두번째 이야기》발매 - 〈사랑의 알람 (Alarm of love)〉(장르:세미트로트, 작사/작곡:정현이, 편곡:고광민)
- 2018.11.29. 싱글 《세번째 이야기》발매 - 〈일인가봐 (Is it one?)〉(장르:발라드, 작사/작곡/편곡:Jay Lee)
- 2018.12.26. 싱글 《네번째 이야기》발매 - 〈S-Love (에스러브)〉(장르:알앤비/소울, 작사/작곡/편곡:Jay Lee/유송연/JINHYUK)
- 2019.01.23. 싱글 《다섯번째 이야기》발매 - 〈찌개 (STEW)〉(장르:세미트로트, 작사/작곡/편곡:Jay Lee)
- 2019.02.25. 여섯번째 싱글 - 《멈추지 말아요 (Please Don't stop)》 발매 (장르:인디락, 작사/작곡:최우섭, 편곡:고광민)
- 2019.03.23. 일곱번째 싱글 - 《나를 꼭 안아 주세요 (Please hold me tight)》 발매 (장르:세미트로트, 작사/작곡:요요미, 편곡:고광민)
- 2019.04.27. 여덟번째 싱글 - 《꼭꼭꼭 (surely)》 발매 (장르:댄스트로트, 작사/작곡/편곡:박주훈/정찬웅/CLICKR)
- 2019.05.30. 아홉번째 싱글 - 《꿈길(A road in my dream)》 발매 (장르:세미트로트, 작사:화씨212, 작곡:추가열, 편곡:서창원)
- 2019.06.24. 열번째 싱글 - 《얼마나 더 울어야 하니 (How much more should I cry)》 발매 (장르:발라드트로트, 작사/작곡:요요미, 편곡:고광민)
- 2019.07.29. 열한번째 싱글 - 《끌려요 (Attracted)》 발매 (장르:댄스트로트, 작사:안정모, 작곡:신동진, 편곡:고광민)
- 2019.08.29. 열두번째 싱글 - 《홍콩 익스프레스 (Hong Kong Express)》 발매 (장르:댄스트로트, 작사/작곡/편곡:착한아들)
- 2019.10.31. 열세번째 싱글 - 《우리사랑 아파할까봐 (Worried Our Love Will Have Pain)》 발매 (장르:발라드트로트, 작사/작곡:계동균, 편곡:유태준)
- 2019.11.28. 열네번째 싱글 - 《비타민씨 (Vitamin C)》 발매 (장르:댄스, 작사/작곡/편곡:홍지유)
- 2019.12.30. 열다섯번째 싱글 - 《니가 날 사랑해주면 (If You Love Me)》 발매 (장르:댄스, 작사/작곡:요요미, 편곡:안정모)
- 2020.01.27. 열여섯번째 싱글 - 《알고 싶어 니 마음을 (I Wanna Know Your Feeling)》 발매 (장르:댄스, 작사/작곡:요요미, 편곡:안정모)
- 2020.02.27. 열일곱번째 싱글 - 《우쭈쭈 (Woo Zu Zu)》 발매 (장르:세미트로트, 작사:이차영, 작곡:조성준, 편곡:고광민)
- 2020.03.30. 열여덟번째 싱글 - 《UFO를 타고 떠나는건 어때 (How About Leaving On A UFO)》 발매 (장르:댄스/일렉트로니카, 작사/작곡/편곡:k.man(김선중))
- 2020.04.30. 열아홉번째 싱글 - 《돌아와요 (Come Back)》 발매 (장르:세미트로트, 작사:요요미, 작곡:이치가와 쇼스케, 원곡:미야꼬 하루미, 편곡:고광민)
- 2020.05.25. 스무번째 싱글 - 《Moving On (무빙 온)》 발매 (장르:댄스, 작사/작곡/편곡:Jay Lee/유송연)
- 2020.06.29. 스물한번째 싱글 - 《있기없기》 발매 (장르:세미트로트, 작사/작곡:정현이, 편곡:고광민)
- 2020.07.30. 스물두번째 싱글 - 《늘 너이길 바래》 발매 (장르:댄스, 작사/작곡/편곡:김종근/하해성)
- 2020.08.31. 스물세번째 싱글 - 《날 보러 와요》 발매 (장르:댄스트로트, 작사/작곡/편곡:박창곤)
- 2020.09.15. 원주 꿩 CM송 《꿩꿩》 발매- 수록곡 〈꿩돌이 꿩순이〉 (장르: 트로트, 유통사: RIAK)
- 2020.09.28. 스물네번째 싱글 - 《빵터졌어》 발매 (장르:댄스, 작사/작곡:이직, 편곡:고광민)
- 2020.10.26. 스물다섯번째 싱글 - 《만약 혹시나 만약에》 발매 (장르:세미트로트, 작사:김일태/전민경, 작곡:김정택, 편곡:김정택/고광민)
- 2020.11.30. 스물여섯번째 싱글 - 《주연배우》 발매 (장르:발라드트로트, 작사/작곡:김영호, 편곡:송기영)
- 2020.12.31. 스물일곱번째 싱글 - 《스리슬쩍》 발매 (장르:댄스트로트, 작사/작곡/편곡: 케이맨(김선중))
- 2021.02.10. 박진영PD 싱글 - 《촌스러운 사랑 노래(By 요요미)》 발매 (장르:컨트로트, 스타일:트로트, 작사/작곡/편곡:박진영)
- 2021.11.15. 스물여덟번째 싱글 - 《가자》 발매 (장르:댄스트로트, 작사:요요미, 작곡:요요미/최영호(핸섬피플), 편곡:최영호(핸섬피플))
- 2022.05.09. 스물아홉번째 EP(미니) - 《위하여》 발매, 수록곡 〈위하여 (Rock Mix)〉 (장르:트로트, 작사:노윤/요요미, 작곡/편곡:노윤, 발매사:오감엔터테인먼트, 기획사:SMET), 〈위하여 (Dream Like Mix)〉 (장르:트로트, 작사:노윤/요요미, 작곡:노윤, 편곡:고광민, 발매사:오감엔터테인먼트, 기획사:SMET)
- 2022.08.08. 설흔번째 싱글 - 《오너라 이리》 발매, 수록곡 〈오너라 이리〉 (장르:댄스트로트, 작사/작곡/편곡:홍지유, 발매사:오감엔터테인먼트, 기획사:SMET)
- 2022.10.03. 설흔한번째 싱글 - 《바보같은 사람》 발매, 수록곡 〈바보같은 사람〉 (장르:트로트, 작사/작곡:김범룡, 편곡:조윤섭, 발매사:오감엔터테인먼트, 기획사:SMET)
- 2023.05.01. 설흔두번째 싱글 - 《그대에겐 그대만의 향기가 있어》발매, 수록곡 〈그대에겐 그대만의 향기가 있어〉김범룡x요요미(장르:트로트/레게스타일, 작사/작곡:김범룡, 편곡:안정모),〈당신과 나〉김범룡x요요미, (장르:트로트, 작사:이건우, 작곡:김범룡, 편곡:안정모), 발매사:오감엔터테인먼트, 기획사:SMET
- 2023.08.14. 설흔세번째 싱글 - 《Swimming》발매, 수록곡 〈Swimming〉(장르:댄스, 스타일:K-POP, 작사/작곡:KinGMaker(ReFleCtioN) / NicklE(PAPERMAKER) / BR(ReFleCtioN), 편곡: KinGMaker(ReFleCtioN) / NicklE(PAPERMAKER), 발매사:오감엔터테인먼트, 기획사:SMET)

### 정규
- 2019.09. 《YOYOMI / 이 오빠 뭐야 / 홍콩 익스프레스 / 꿈길》 1CD, 20곡, (장르: 트로트, 기획사: smet/더가기획, 유통사: QMUSIC)
- 2020.01. 《요요미 / 이 오빠 뭐야 / 돌아와요》 2CD, 36곡, (장르: 트로트, 기획사: smet/더가기획, 유통사: QMUSIC)
- 2020.05.29. 《요플레 (요요미 플레이리스트)》 2CD, 29곡, (장르: 트로트, 기획사: 더가기획, 유통사: 오감엔터테인먼트)
- 2020.05. 《요요미 / 이 오빠 뭐야 / 돌아와요》 SD카드/USB, 51곡, (장르: 트로트, 기획사: smet/더가기획, 유통사: QMUSIC)
- 2021.02.23. 《요요미 첫사랑 콘서트 영상》 USB, (장르: 트로트, 기획사: smet/더가기획, 유통사: QMUSIC)

### 싱글(광고)
- 2019.05.31. 싱글 《저축합시다》 수록곡 〈월급은 흘러갑니다〉 - CF SBI저축은행 광고 삽입곡, (장르: 트로트, 기획사: 리웨이뮤직앤미디어, 유통사: (주)리웨이뮤직앤미디어)
- 2019.08.02. 싱글 《저축합시다 - 제2집》 수록곡 〈영원한 저축〉 - CF SBI저축은행 광고 삽입곡, (장르: 어덜트 컨템포러리, 기획사: 리웨이뮤직앤미디어, 유통사: (주)리웨이뮤직앤미디어)
- 2019.11.04. 싱글 《저축합시다 - 제3집》 수록곡 〈당신은 모으실꺼야〉, 〈저축에 미래가 보인다(Feat.요요미)〉(임희택) - CF SBI저축은행 광고 삽입곡, (기획사: 리웨이뮤직앤미디어, 유통사: (주)리웨이뮤직앤미디어)
- 2020.04.24. 싱글 《CATCH ON 2020》 수록곡 〈캐치온 쏭(요요미 Solo)〉, 〈캐치온 쏭〉(요요미, 정상훈) (장르: 트로트, 기획사: 고스트버스터, 유통사: 지니뮤직, Stone Music Entertainment)

### 컴필레이션(옴니버스)
- 2020.05.09. 《〈불후의 명곡 - 전설을 노래하다〉 - 가족 특집》 수록곡 〈나는 너 좋아〉(아버지 박시원과 듀엣곡), (장르: 트로트, 기획사:한국방송공사, 유통사:㈜카카오M) - 권리사의 요청으로 재생 불가
- 2020.06.27. 《〈불후의 명곡 - 전설을 노래하다〉 - 리틀 스타 특집》 수록곡 〈새벽비〉 (장르: 트로트, 기획사:한국방송공사, 유통사:㈜카카오M) - 권리사의 요청으로 재생 불가
- 2020.08.22. 《〈불후의 명곡 - 전설을 노래하다〉 - 김종국X터보 편 1부》 수록곡 〈사랑스러워〉 (장르: 댄스/팝/발라드, 기획사:한국방송공사, 유통사:㈜카카오M)
- 2020.11.21. 《〈불후의 명곡〉 - 트롯 전국체전 특집 1부》 수록곡 〈짝사랑〉 (장르: 트로트, 기획사:한국방송공사, 유통사:㈜카카오M)
- 2021.09.04. TV조선 드라마 《어쩌다 가족 OST Special Album》 수록곡 〈사는게 다〉 (장르: OST, 스타일: TV드라마, 발매사: Dreamus, 기획사: KG Company)

### CM송, 로고송
- 2019.01.22 《그린리본환경캠페인》캠페인송 〈green song〉
- 2019. KNN 러브FM 《김상혁 딘딘의 오빠네 라디오》 로고송
- 2019.10. 올즙 CM송
- 2019. TBS 《이가희의 러브레터》 로고송
- BBS 백팔가요 CM송
- 2019.10.31. 순천시 홍보송 〈순천으로 가자〉
- 2020.01. JTBC 《돈길만 걸어요 - 정산회담》티저송 〈돈반자〉
- 2020.02. 죽이야기 CM송
- 2020.11.17. 대한민국 통계청 《2020 농림어업총조사》캠페인송/영상 〈그대만이 정답이야(feat.3촌)〉
- 2020.11.27. 전라남도 홍보송/영상 《으뜸남도여~!》
- 2021.03.05. 《NH농협은행》 요요미와 함께하는 화훼 소비 촉진 홍보영상 ‘꽃타령’, 재능기부
- 2021.06.11. 충북경찰청 '2021년 함께해유 착한운전' 캠페인송 - [요요미(YOYOMI)와 함께하는 착한운전] 성숙한 교통문화 만들기
- 2021.06.22. 경기북부경찰청 《보이스피싱 예방송》수록곡 〈쓰리고(보이스피싱 예방송)〉(요요미, 천재원)
- 2022.09.01. 고용노동부 일생활규형 워라밸 캠페인송 《요요미 워라벨송》
- 2023.02.14. 《제3회 전국동시조합장선거》 캠페인송 〈이 오빠 뭐야! feat. 송영길〉,〈소중한 한표!〉

### OST
- 2019.09.23. FTV 한국낚시채널 월화드라마 《조미료》 OST Part.1 발매 - 수록곡 〈살맛나게〉 (장르: 트로트 / TV 드라마, 기획사: 더행복한사람들, 유통사: 오감엔터테인먼트)
- 2019.10.16. FTV 한국낚시채널 월화드라마 《조미료》 OST Part.3 발매 - 수록곡 〈해피 바이러스〉 (장르: 트로트 / TV 드라마, 기획사: 더행복한사람들, 유통사: 오감엔터테인먼트)
- 2019.12.16. 영화 《지금 이 순간 O.S.T》발매 (장르: OST, 기획사: 더행복한사람들, 유통사: 오감엔터테인먼트)
- 2021.03.28. TV조선 드라마 《어쩌다 가족 OST Part.7》 OST 발매 - 수록곡 〈사는게 다〉 (장르: OST, 스타일: TV드라마, 발매사: Dreamus, 기획사: KG Company)

## 광고 내역
- 2019.02 KBS 건강매거진《건강 365》2월호 표지모델
- 2019년 SBI저축은행 〈저축은 흘러갑니다〉(5월17일),〈영원한 저축〉(10월25일),〈토요일은 뱅킹 좋아〉(10월25일),〈당신은 모으실꺼야〉(11월1일)
- 2019년 올즙
- 2019.07.28. IK네이처, 리프팅밴드 제품 모델
- 2020년 캐치온
- 2020.01.20. 죽이야기[102]
- 2020.11.07. 여수시 홍보영상 촬영
- 2024.08 예신다이어트 공식 모델

## TV
- 2019년 TV조선 《내일은 미스트롯》
- 2019.12.29./ 2020.01.05. SBS 《런닝맨》게스트 (483회, 484회)
- 2020.01.24. KBS 2TV 《유희열의 스케치북》 476회, 게스트 〈당신은 모르실꺼야〉
- 2020년 MBC 《휴먼다큐 사람이 좋다》 - 게스트 출연
- 2020.03.15. MBC 《미스터리 음악쇼 복면가왕》 1,553회, '가왕 널 이기는 데는 3분이면 충분해! 컵라면', 참가자
- 2020.04.28. ~ 10.27. OBS 《독특한 연예뉴스》'요요미의 이런가요'(월요일)
- 2020.05.31. ~ 11.15. (25회) OBS 《요요미의 어떤가요》(일요일)
- 2020.06.03. 채널A 《관찰카메라 24 시즌2》 140회 '대한민국 新바람! - 트로트 밖에 난 몰라, 속도가 생명? 신세대 트로트 스타의 생존법'응원']
- 2021.02.18. Mnet　《엠카운트다운》 698회 생방송, 〈촌스러운 사랑노래〉
- 2021.02.19. KBS 2TV 《뮤직뱅크》 1061회 생방송, 〈촌스러운 사랑노래〉
- 2021.02.19. KBS 2TV 《연중 라이브》 27회 '플레이 리스트' - 박진영PD X 요요미, 〈When We Disco〉(with 박진영), 〈촌스러운 사랑노래〉
- 2021.02.20. MBC 《쇼! 음악중심》 714회 생방송, 〈촌스러운 사랑노래〉
- 2021.02.21. SBS 《인기가요》 1081회 생방송, 〈촌스러운 사랑노래〉
- 2021.02.24. MBC M(MBC every1) 《쇼! 챔피언》 384회, 〈촌스러운 사랑노래〉
- 2021.06.02. ~ 07.14.  JTBC 《다채로운 아침》 '이동진료소 왕진왔어요!', 3회, 7회, 11회, 15회, 19회, 23회, 27회
- 2020.05.08. ~ 09.30. KBS 1TV 《6시 내고향》 '이홍렬의 장터쇼' (금요일)
- 2020.10.04. ~ 2021.07.02. KBS 1TV 《6시 내고향》 '딩동! 전통시장이 왔습니다.' (금요일)
- 2021.07.09. ~ 2022.02.25. KBS 1TV 《6시 내고향》 '60초를 잡아라' (금요일)
- 2020.10.03. ~ 2021.02.11. MBC 《트로트의 민족》 강원.제주지역 부단장
- 2021.02.11./12. MBC 《트로트의 민족》 설특집
- 2018년 ~ 2021년  KBS 1TV 《아침마당》
- 2020년 ~ 2021년  KBS 1TV 《열린음악회》
- 2021년 SBS FIL, MTV 《더 트롯쇼(The 트롯SHOW)》
- 2020년~2021년 KBS 2TV 《불후의 명곡2 - 전설을 노래하다》
- 2018년~2020년 MBC 《가요베스트》
- 2019년~2021년 KBS 1TV 《가요무대》
- 2018년~2020년 《전국 TOP 10 가요쇼》
- 2019.07.05. ~ 09.20. KNN 《K-트롯 서바이벌 - 골든마이크》  참가자
- 2018년 ~ 2019년 실버아이TV 《쇼!성인가요베스트2》
- 2023년 MBN 《현역가왕》

## 드라마, 영화
- 2017.3.24. 웹드라마 《마스크》, 스타일리스트 역
- 2019년 한국낚시채널 FTV 낚시드라마 《조미료》 - 정순 역
- 2019.10.17., 10.24. MBC 《스페셜》 '부마항쟁 40주년 특집 1979' - 심수봉 역
- 2020.12.10. 영화 《스웨그(SWAG)》 (장르: 드라마), L의 팬역(단역) - 21분 55초에 등장
- 2021.08.16. 씨네컬  《찌개 - 숲속의 여우》 봉만대 감독, 주연, 구미호 역

## 뮤직비디오
- 2020.01.25. 뮤직비디오 천재원 《하행선》- 특별출연
- 2021.02.10. 박진영PD 싱글앨범 《촌스러운 사랑노래(By 요요미)》

## MC, DJ
- 2018.08.14. 《제27회 아트코리아 스타쇼》 진행
- 2019.09.02/05/09. 불교방송 BTN라디오 《BTN울림 보이는 라디오》 〈요요미의 디저트북〉 - 스페셜 DJ
- 2020.05.31. ~ 11.15. (25회) OBS 《요요미의 어떤가요》(일요일) MC
- 2020.12.05. MBC경남 《2020 제1회 氣UP!(기업)가요제》(유튜브 실시간중계) - MC

## 라디오
- 2019.02.08. ~ 02.22. TBS 《최일구의 허리케인 라디오》 '서바이벌 힘든싱어', 참가자, 7대 가왕
- 2020.04.12. ~ 2020.11.29. TBS 《최일구의 허리케인 라디오》 '이 노래 어때..요?' 고정 게스트 (요요미, 강수빈)
- 2020년 ~ 현재 KBS 2라디오 HappyFM《김혜영과함께》 일요일 오후 2시, 고정
- 2020.02.13. ~ 현재 MBC 표준FM 《정선희, 문천식의 지금은 라디오 시대》 요요미와 함께하는 '요럴 땐 요 노래', 고정 게스트
- 2019년~ TBN 교통방송 다수 출연

## 인터넷 방송
- 2019.06.27. 채재민TV 《도깨비라디오》
- 2020.09.19. 유튜브《빵야TV BBANGYA TV》'김범룡 비대면 콘서트'
- 2020.11.05. 김성기바다새TV 《김성기의 송투게더》 22회
- 2020년 '보이소TV x 경북콘텐츠진흥원' 《보이소 TV, BOISO TV》'TMI투어' 김천 편, 구미 편
- 2020.12.04. 유튜브 《GoStarBuStar - 고스타버스타》 '박진영의 〈촌스러운 사랑 노래〉 주인 찾기 프로젝트', 주인에 선발
- 2021.01.18. ~ 02.09. 유튜브 《J.Y. Park》 [#박진영하드대방출] 촌스러운 사랑노래 (By 요요미) 1화 ~ 4화
- 2019년~2020년 미기MIGI TV 《미기쇼》
- 2019.12.06. ~ 2020.08.26. BerryTV (베리TV) 《트로트 2030 - 나를 알아줘》 1회 ~ 11회

## 공연
- 2018년 《그린어스뮤직쇼》
- 2018.03.22.《비전아트콘서트》초대가수 〈이 오빠 뭐야〉, 강남관광정보센터 K홀
- 2019.11.25. 《제27회 사랑의콘서트》'김희정이 사랑앞에 서서'(밀레니엄 힐튼호텔 그랜드볼룸 디너콘서트장) - 초대가수 〈비너스〉,〈쉬스까렛〉
- 2019.12.07. 《K 트롯 골든마이크 페밀리쑈 - 부산》(부산 벡스코 오디토리움)
- 2019.12.29. 《전영록 콘서트》 CJB미디어센터, 게스트 〈혜은이 메들리〉,〈이 오빠 뭐야〉
- 2021.06.01. 《2021 밀크 온 콘서트(MILK ON CONCERT)》 초대가수 〈주.나.혜 메들리〉, 〈이 오빠 뭐야〉
- 2021.07.10. 여수MBC 《여수! 트로트에 홀딱 빠지다》 1부 (여수엑스포컨벤션센터), 〈이 오빠 뭐야〉,〈날 보러와요〉,〈주.나.혜 메들리〉,〈18세 순이〉요요미X신성
- 2022.06.19. 《제1회 드림콘서트 트롯》 (잠실올림픽주경기장) , 〈위하여(Rock Mix)〉

### 〈요요미 콘서트〉
- 2018.02.23. 요요미 정규 1집 《첫번째이야기(First Story)》 발매 기념 쇼케이스, 강남구 Culture Station Mpot, 〈이 오빠 뭐야〉,〈하트뿅뿅〉,〈자석같은 남자〉,〈그때 그 사람〉, 진행 경인방송 DJ 박현준
- 2018.07.20. 요요미 팬클럽 창단 《쇼케이스 콘서트》, 강남관광정보센터 한류체험관 K홀, 〈자석같은 남자〉 등
- 2019.06.08 《요요미 첫 팬미팅》 (인천 월미도 꿈베이커리), 진행 김승현 - 〈이 오빠 뭐야〉,〈나를 꼭 안아주세요〉,〈그때 그 사람〉,〈새벽비〉,〈흔들리지마〉(박시원), 〈너나 좋아해 나너 좋아해〉(요요미&박시원),〈꼭꼭꼭〉,〈너무 아픈 사랑은 사랑이 아니었음을〉,〈불장난〉(트롯버전),〈꿈길〉,〈혜은이 메들리〉,〈자석같은 남자〉(앵콜)
- 2019.10.03. 《요요미 팬미팅 - 두번째》 (순천만 국가정원 갯벌공연장) - 초대가수 미기, 추가열, 〈이 오빠 뭐야〉, 〈꼭꼭꼭〉, 〈나를 꼭 안아주세요〉, 〈홍콩 익스레스〉, 〈끌려요〉, 〈꿈길〉with 추가열, 〈나 같은건 없는 건가요〉with 추가열, 〈얼마나 더 울어야 하니〉, 〈둥지〉, 〈그때 그 사람〉, 〈Like a virgin〉
- 2019.11.23. 《요요미 1st 전국투어콘서트》청주, CJB미디어센터
- 2019.12.08. 《요요미 전국투어콘서트》울산[103]
- 2020.12.12. 신한카드와 함께하는! YOYO!ME! 《요요미의 행복LIVE 콘서트》 부산 소향씨어터 신한카드홀 - 12월 2일 코로나19로 인해 취소됨
- 2021.07.17. 《파이브 스타 스토리즈 Vol.1: 요요미 콘서트》 서울 구름아래소극장, 온오프라인 동시 공연
- 2022.03.27. 《요요미 팬미팅 - 세번째》  (청주 박시원라이브),, 난다요요미 주관, 〈꿈길〉,〈날 보러와요〉,〈막걸리 한잔〉(강진),〈목로주점〉(이연실),〈오라버니〉with오라버니,〈이 오빠 뭐야〉with여니,〈나는 너 좋아〉with박시원,〈흔들리지마〉with박시원,〈꼭꼭꼭〉,〈나를 꼭 안아주세요〉,〈새벽비〉(혜은이)

## 행사
- 2019년 《2019 여수국제버스킹페스티벌》
- 2018년 《2018 괴산고추축제》
- 2018년 ~ 2019년 《보은대추축제》
- 2019년 《제24회 속리산 단풍가요제》
- 2021년 《제7회 대한민국 예술문화 스타대상 시상식》 축하공연

## 강연
- 2020.10.30. 김포시청소년재단 진로체험지원센터 실시간 유튜브 방송《청소년 진로토크콘서트&명사특강》(푸른솔중학교 & 마송고등학교) 요요미특강 (김포중봉청소년수련관 세미나실)[104] - 1부 청소년기 진로 강의. 2부 각종 고민에 대한 토크& 콘서트
- 2020.12.04. 김포시청소년재단 진로체험지원센터《청소년 진로토크콘서트&명사특강》(양곡고등학교)

## 뉴스 보도
- 2019.05.21. MBN 《MBN뉴스》[김은혜의 뉴스앤이슈] - 요요미 '아재 감성' 폭발 유튜브 스타…"커버송 전문이에요"
- 2020.05.15. MBN 《뉴스파이터》[이슈 파헤치기] - 노래에 담아 전한 효심 '이찬원·정동원·요요미'
- 2020.05.26. 패션잡지 《우먼 센스》 - '고속도로 아이유' 요요미
- 2020.10.15. MBN 《뉴스파이터》[이슈 파헤치기] - '테스형!' 외치는 스타들...왜?
- 2020.10.21. MBN 《뉴스파이터》[이슈 파헤치기] - 데뷔 35년 차 주현미, 새로운 도전 나선다?
- 2020.11.02. MBN 《뉴스파이터》[이슈 파헤치기] - MBN 뉴스파이터-국악 아이돌 vs 트로트 아이돌…왜?
- 2020.11.27. MBN 《뉴스파이터》[이슈 파헤치기] - 트로트 신인 3인방의 승부...왜?
- 2020.12.21. 국가철도공단 잡지 〈철길로 미래로〉 2021년 1~2월호, 스타 리얼 토크 - “전 인류에게 해피한 기운을 드리고 싶어요” 신예 스타 가수 요요미 보관됨 2021-02-02 - 웨이백 머신
- 2020.12.29. KBS청주 1TV 《KBS 뉴스 7 충북》 [현장 e-사람] 전국 무대 누비는 충북의 '트로트 샛별'[105]
- 2020.12.30. OBS 《독특한 연예뉴스》[솔직한 인터뷰] 트로트 라이징 스타 요요미 2021년 이루고 싶은 목표?
- 2021.01.11. 금영매거진 No.27, 2021년 1~2월 - '해피바이러스를 배달하는 노래하는 요정 요요미' 보관됨 2021-01-15 - 웨이백 머신
- 2021.01.26. MBN 《뉴스파이터》[이슈 파헤치기] - 박진영·요요미의 '촌스러운' 만남
- 2021.02.15. MBN 《뉴스파이터》[이슈 파헤치기] - 눈물샘 자극하는 신곡 발매한 영탁·요요미
- 2021.02.14. 잡지 《맥심》 3월호 '후즈댓걸' - 요요미
- 2021.03.05. 스타뉴스 《STARNEWS KOREA》 인터뷰, 기사 (1), (2), (3)
- 2021.03.14. 국방일보 '[인터뷰] 신세대 트로트 요정 요요미[깨진 링크(과거 내용 찾기)]'
- 2021.07.21. OBS 《독특한 연예뉴스》[소소일기] '해피 바이러스' 요요미

## 뮤직 차트

### 가온 뮤직 차트 - BGM
| 년도   | 주차   | 구분   | 순위 | 곡명                              | 아티스트 | 앨범                              |
| ------ | ------ | ------ | ---- | --------------------------------- | -------- | --------------------------------- |
| 2022년 | 41주차 | (종합) | 57위 | 〈바보같은 사람〉                 | 요요미   | 《바보같은 사람》                 |
| 2022년 | 33주차 | (종합) | 71위 | 〈오너라 이리〉                   | 요요미   | 《오너라 이리》                   |
| 2022년 | 20주차 | (종합) | 83위 | 〈위하여 (Rock Mix)〉             | 요요미   | 《위하여》                        |
| 2021년 | 8주차  | (종합) | 54위 | 〈촌스러운 사랑노래 (By 요요미)〉 | 박진영PD | 《촌스러운 사랑노래 (By 요요미)》 |
| 2021년 | 7주차  | (종합) | 29위 | 〈촌스러운 사랑노래 (By 요요미)〉 | 박진영PD | 《촌스러운 사랑노래 (By 요요미)》 |
| 2020년 | 49주차 | (종합) | 94위 | 〈주연배우〉                      | 요요미   | 《주연배우》                      |
| 2020년 | 36주차 | (종합) | 68위 | 〈날 보러 와요〉                  | 요요미   | 《날 보러 와요》                  |
| 2020년 | 27주차 | (종합) | 58위 | 〈있기없기〉                      | 요요미   | 《있기없기》                      |
| 2019년 | 49주차 | (종합) | 73위 | 〈이 오빠 뭐야〉                  | 요요미   | 《첫번째 이야기》                 |
| 2019년 | 48주차 | (종합) | 91위 | 〈비타민씨(Vitamin C)〉           | 요요미   | 《비타민씨(Vitamin C)》           |
| 2019년 | 26주차 | (종합) | 99위 | 〈얼마나 울어야 하니〉            | 요요미   | 《얼마나 울어야 하니》            |

### 가온 뮤직차트 - Mobile(벨)
| 년도   | 주차   | 구분   | 순위 | 곡명                              | 아티스트 | 앨범                              |
| ------ | ------ | ------ | ---- | --------------------------------- | -------- | --------------------------------- |
| 2021년 | 9주차  | (종합) | 57위 | 〈촌스러운 사랑노래 (By 요요미)〉 | 박진영PD | 《촌스러운 사랑노래 (By 요요미)》 |
| 2021년 | 8주차  | (종합) | 97위 | 〈촌스러운 사랑노래 (By 요요미)〉 | 박진영PD | 《촌스러운 사랑노래 (By 요요미)》 |
| 2020년 | 28주차 | (종합) | 97위 | 〈이 오빠 뭐야〉                  | 요요미   | 《첫번째 이야기》                 |
| 2020년 | 18주차 | (종합) | 87위 | 〈이 오빠 뭐야〉                  | 요요미   | 《첫번째 이야기》                 |
| 2020년 | 7주차  | (종합) | 76위 | 〈이 오빠 뭐야〉                  | 요요미   | 《첫번째 이야기》                 |
| 2020년 | 6주차  | (종합) | 49위 | 〈이 오빠 뭐야〉                  | 요요미   | 《첫번째 이야기》                 |
| 2020년 | 5주차  | (종합) | 54위 | 〈이 오빠 뭐야〉                  | 요요미   | 《첫번째 이야기》                 |
| 2020년 | 4주차  | (종합) | 69위 | 〈이 오빠 뭐야〉                  | 요요미   | 《첫번째 이야기》                 |
| 2020년 | 3주차  | (종합) | 86위 | 〈이 오빠 뭐야〉                  | 요요미   | 《첫번째 이야기》                 |
| 2020년 | 2주차  | (종합) | 59위 | 〈이 오빠 뭐야〉                  | 요요미   | 《첫번째 이야기》                 |
| 2020년 | 1주차  | (종합) | 65위 | 〈이 오빠 뭐야〉                  | 요요미   | 《첫번째 이야기》                 |
| 2019년 | 52주차 | (종합) | 53위 | 〈이 오빠 뭐야〉                  | 요요미   | 《첫번째 이야기》                 |
| 2019년 | 51주차 | (종합) | 72위 | 〈이 오빠 뭐야〉                  | 요요미   | 《첫번째 이야기》                 |
| 2019년 | 50주차 | (종합) | 71위 | 〈이 오빠 뭐야〉                  | 요요미   | 《첫번째 이야기》                 |
| 2019년 | 48주차 | (종합) | 99위 | 〈이 오빠 뭐야〉                  | 요요미   | 《첫번째 이야기》                 |

### 가온 뮤직차트 - Mobile(링)
| 년도   | 주차  | 구분   | 순위 | 곡명                              | 아티스트 | 앨범                              |
| ------ | ----- | ------ | ---- | --------------------------------- | -------- | --------------------------------- |
| 2021년 | 9주차 | (종합) | 81위 | 〈촌스러운 사랑노래 (By 요요미)〉 | 박진영PD | 《촌스러운 사랑노래 (By 요요미)》 |

### 가온 뮤직차트 - 다운로드
| 년도   | 주차  | 구분   | 순위 | 곡명                              | 아티스트 | 앨범                              |
| ------ | ----- | ------ | ---- | --------------------------------- | -------- | --------------------------------- |
| 2021년 | 8주차 | (종합) | 83위 | 〈촌스러운 사랑노래 (By 요요미)〉 | 박진영PD | 《촌스러운 사랑노래 (By 요요미)》 |
| 2021년 | 7주차 | (종합) | 34위 | 〈촌스러운 사랑노래 (By 요요미)〉 | 박진영PD | 《촌스러운 사랑노래 (By 요요미)》 |

## 수상 및 경력, 자격

### 수상
- 2005년 KBS 《열려라 동요세상》 으뜸상(대상) 수상[106]
- 2017.08.26. 《제14회 추풍령가요제》 장려상[107]
- 2017. MBC 《제1회 전주시민가요제》 대상[108]
- 2018.07.01. 《올 투게더 아시아 어워즈》 선행상[109]
- 2018.12.18. 《2018 그린어스 G쇼(G-SHOW) 뮤직 어워드》 BEST 트롯상 여자부문[110]
- 2019.02.22. TBS 《최일구의 허리케인 라디오》 '서바이벌 힘든싱어' 7대 가왕
- 2019.12.19. 《제1회 2019 월드스타 연예대상》 가요부문 인기상[111]
- 2019.08.23. 유튜브《실버 버튼》 수령[112]
- 2019.11.25. 《제11회 2019 서울 석세스 대상》 문화부문 신인가수대상[113]
- 2019.11.29. 《제27회 대한민국문화연예대상》 성인가요 신인상[114]
- 2020년 《대한민국 전통가요 대상》 인기상[115]
- 2020.05.09. KBS 2TV 《불후의 명곡 - 전설을 노래하다》 454회 '가족특집' 최종우승
- 2020.10.16. 《2020 대한민국 크리에이터 대상》 가수부문[116]
- 2020.11.21. KBS 2TV 《불후의 명곡 - 전설을 노래하다》 482회 '트롯 전국체전 특집' 1부 최종우승
- 2020.12.04. 유튜브 《GoStarBuStar - 고스타버스타》 '박진영의 〈촌스러운 사랑 노래〉 주인 찾기 프로젝트' 최종우승
- 2020.12.25. OBS '독특한 연예뉴스' 3090회, 시청자가 뽑은 《2020 핫 아이콘》 트로트 라이징스타 부문[117]
- 2021.04.06. 《제7회 대한민국 예술문화 스타대상》 인기가수상
- 2021.05.28. 《제27회 대한민국 연예예술상》 성인가요부문 여자신인상
- 2022.01.21. 《2022년 글로벌뷰티&컬쳐대상》 가요부분 최우수상
- 2022.02.22. 《제8회 대한민국 예술문화 스타대상》 트롯인기가수상
- 2022.03.31. 《제28회 대한민국 연예예술대상》 네티즌상
- 2022.08.19. 《2022 제32회 울산 고복수가요제》 여자 신인상[118]
- 2023.02.23. 《2023 제9회 대한민국 예술문화 스타대상》 스타트롯 인기가수상
- 2023.03.08. 《제2회 복지TV 가요대상》 신세대 트로트 대상
- 2023.10.20. 《2023 UN평화대상 & 대한민국을 빛낸 대상》 문화예술 대중가요 부문[119]
- 2023.12.05. 《2023 제6회 가요TV 가요대상》 성인가요부문 최고대상[120]
- 2024.03.13. 《2024 대한민국 국민대상》 트로트가요부문 국민대상
- 2025.02.14. 《2025 신년특집 대한민국콘텐츠 르네상스시대! Mz세대 롤모델 & 신창조인》 대상 수상[121][122]
- 2025.02.27. 《2025 제11회 대한민국 예술문화 스타대상》 트롯스타대상 수상[123][124]

### 경력
- 2013. 다영엔터테인먼트 가수[125][126]
- 2017.08 (주)스쿨뮤직 가수
- 2018.04.29. '(사)1004클럽 나눔공동체' 홍보대사[127][128]
- 2018.12.10. '그린리본환경' 홍보대사[129]
- 2019.10.03. 순천시 명예홍보대사[130]
- 2020.02.27. 금영엔터테인먼트 홍보대사[131][132]
- 2020.10.08. 디지털배움터 '디지털역량강화사업' 홍보대사[133][134][135]
- 2021.06.15. 충북경찰청 '2021년 함께해유 착한운전' 홍보대사
- 2021.07.02. 장애인생활신문 & 미디어생활 홍보대사
- 2022.01.07. 인천광역시의회 홍보대사[136]
- 2022.04. ~ 풋살팀 《FC트롯퀸즈》창단 멤버
- 2022.09.28. 옥천군-한국관광공사 〈옥천군 디지털 관광주민 1호〉[137]
- 2022.12.12. 대한민국육군협회 '2023 홍보대사'
- 2023.10.12. 대한민국재향경우회 홍보대사[138]
- 2024.06.20. 옥천군 홍보대사[139][140]
- 2025.02.19. 글로벌리더스클럽&리더스타임즈 국제구호활동 - 교육취약 지역 한달 생활비 보내기 프로젝트 홍보대사[141][142]
- 2025.04.22. 청주시 홍보대사[143][144]

### 자격 및 면허
- 2019.06.14. 소형 굴삭기 면허증[145][146][147]

## 학력
- 청주내덕초등학교 졸업
- 대성여자중학교 졸업
- 청주여자고등학교 졸업

## 기타

### 깨알 정보
- 좌우명: 인생은 선택이다[148]
- 특기: 드럼 · 피아노 연주(요즈음 기타도 배우고 있다), 요들송[149], 댄스
- 취미: 바디미스트 & 향수 모으기, 쇼핑, 먹기, 디즈니 보기
- 혈액형: A형
- 좋아하는 색: 분홍색
- 신체: 키 157cm[150], 체중 41kg, 신발사이즈 215mm
- 별자리: 천칭자리[151]
- 요요미에게 트로트란?: 아빠다.[152]
- 별명 : 떡순이(학창시절), 해피바이러스, 중통령(중년들의 대통령), 욤디(불교방송 BTN에서 DJ), 아로미(개구리 왕눈이 캐릭터), 리틀혜은이, 고속도로 아이유
- 좋아하는 음식: 고기면 다 좋아함.
- 싫어하는 음식: 없다고 했지만, 까나리액젓 원액.
- 본인 장점 : 발랄하고 긍정적인 성격
- 요리: 계란호박볶음(다이어트식)[153], 딸기모찌, 닭가슴살볶음밥
- 청주의 그린어린이집[154]을 다녔다.
- 요요미의 스튜디오(사무실)에서 영상촬영시 사용하는 카메라는 SONY 알파 미러리스 바디(FE마운트)와 렌즈이다.
- 이상형 : 요요미와 함께 가수(음악) 분야에서 꿈을 이루어가고, 자신의 통통 튀는 기운을 컨트롤할 수 있는 진중한 사람, 얼굴이 하얗고 키도 크고 남자답고, 자상하고 자신을 잘 배려해주는 남자라고 한다. 그런데 2020년 12월 10일 자신의 유튜브 실시간 방송에서 '결혼을 안할 것이다'고 했다.[155]
- 요요미의 커버송 촬영시 우측으로 기울어진 머리각도는 18.2˚이다.[156]
- 〈요요미팡팡〉 스마트폰 게임 : 요요미 홍보를 위해 팬(개발자)이 만든 스마트폰 게임이다.
- 플라워 MBTI 검사 결과 : ‘샤스타 데이지’(꽃말 평화)[157]
- 버릇 : 부끄러우면 손가락으로 입꼬리를 만짐
- MBTI : ENFP/ESFP

### 유튜브 채널 통계
- 구독자 50만 역사(2023년 2월 7일 까지)[158]: 약 3년 소요. 〈이 오빠 뭐야〉(2018년 2월 23일)로 시작해, 10만 돌파(2019년 7월 15일), 20만 돌파(2019년 12월 15일), 30만 돌파(2020년 11월5일). 40만 돌파(2023년 2월 6일), 50만 돌파(2023년 9월 11일)
- 총 구독자수: 50만명 이상, 조회수: 1억4300만회, 업로드동영상: 243개, 월간 요요미 발표곡: 31집 33곡('연아'시절까지 포함하면 335곡)
- 최다 조회수 동영상: 새벽비 (600만회)[159]
- 200만 이상 조회수(7개): 〈새벽비〉 600만회, 〈초혼〉 298만회, 〈잡초〉 297만회, 〈너무 아픈 사랑은 사랑이 아니었음을〉 223만회, 〈열정〉 222만회, 〈테스형〉 217만회, 〈아름다운 강산〉 212만회
- 100만 이상 조회수(17개): 〈혜은이 메들리〉, 〈노바디〉, 〈후회〉, 〈제3한강교〉, 〈오라버니〉, 〈홍시〉, 〈남자는 배 여자는 항구〉, 〈둥지〉, 〈님은 먼 곳에〉, 〈동백아가씨〉, 〈백만송이 장미〉, 〈진짜 진짜 좋아해〉, 〈이 오빠뭐야〉, 〈가슴앓이〉, 〈하얀나비〉, 〈월량대표아적심(첨밀밀 OST)〉, 〈님은 먼 곳에〉
- 100만 근접 : 〈Glory Glory Tottenham Hotspur〉 97만회, 〈인연〉 93만회
- 최근 가장 핫한 커버송: 〈테스형〉 (28일만에 151만 조회수 돌파 중)
- 위키백과 페이지 뷰 보기

## 논란 및 해명

#### 음원 사재기 논란
2020년 4월 8일 국민의당 청년비례대표 후보 김근태는 '언더 마케팅 회사 크레이티버와 리온티 홀딩스가 해킹 등을 이용하여 일반 국민들의 ID를 취득 후 고승형, 공원소녀, 배드키즈, 볼빨간사춘기, 송하예, 영탁, 요요미, 소향, 알리, 이기광 등 가수의 순위를 조작했다'고 발표했다. 요요미 소속사 측에서는 "요요미의 음원 순위를 조작한 적이 없다. 사실무근이다. 음원 차트 100위 안에 든 적도 없다"고 반박했다.

#### '립싱크, 튜닝 아니냐'는 주장에 대한 해명 인터뷰
"노래를 녹음하면 보정을 전혀 안한다. 유튜브에 올린 영상들은 한 번에 쭉 부른 거다. 여러 번 부른 것 중에 가장 맘에 드는 것을 올리지만 짜깁기는 전혀 안한다. 사진 또한 보정을 전혀 안한다. 또한 얼굴도 고친 곳 없는 자연미인이다. 예쁘게 낳아주신 부모님께 감사드린다."

#### '리틀 혜은이'란 별칭을 스스로 붙였다?
- 2019년 1월 10일 커버곡 〈당신은 모르실거야〉의 댓글에 처음 "이분 리틀 혜은이 같네. 목소리가 맑다."라고 나온다. 2019년 1월 11일 커버곡 〈진짜진짜 좋아해〉의 댓글에서 "리틀 해은이[163] ♡♡♡♡"란 말이 등장한다. 둘 다 직전 댓글에서 〈내일은 미스트롯〉 얘기가 나오는 걸로 봐서 미스트롯 예선이 끝난 2019년 3월 14일 이후의 댓글로 추정된다. '혜은이랑 똑같다'는 댓글은 수도 없이 많다. '트롯계의 아이유'[164]라는 별칭도 이때 댓글에 나타난다.
- 2019년 3월 27일 모 산악회 카페 게시물에 커버곡 〈비가〉를 언급하며 "리틀 혜은이"라고 소개했다.[165]
- 2019년 4월 10일 모 신문기사에 리틀 혜은이라고 언론에서는 처음 언급했다.[166]
- 정리해 보면, 2019년 3월 14일 ~ 4월 10일 사이에 대중들로부터 '리틀 혜은이'라는 표현이 등장하고 이후 언론에서 도배되기 시작했다.

#### '가수된 게 아빠의 낙하산 덕분이다'?
"〈이 오빠 뭐야〉라는 곡이 이미 다 만들어져 있었다." 작곡가 장춘식이 이 곡을 불러줄 가수를 찾기 위해 요요미의 부친인 박시원에게 전화해서 "청주에 노래 잘하는 여자 가수가 있느냐?"라고 물었고, 박시원은 자신의 딸이란 말은 안하고 "아는 가수가 있다."고만 하고, 요요미에게 그런 사실도 얘기하지 않고, 다음 날 작곡가 장춘식 앞에서 오디션을 보게 되었다고 한다. 요요미는 노래 두 곡 부르고 끝나는 줄 알았는데 작곡가가 갑자기 〈이 오빠 뭐야〉를 들려주며 "한번 불러보라."고 주문했다고 한다. 장춘식이 요요미의 "노래하는 모습을 촬영해 중국으로 출장간 스쿨뮤직 대표에게 그 영상을 보냈더니 10초만에 합격"이라고 했다고 한다. 요요미는 대표에게 "노래 실력이 좋은 가수도 있는데 왜 나를 뽑았느냐?"고 물었는데 대표가 "네가 가장 노래를 즐겼다."라고 답했다고 한다. 당시 현역 가수 포함 10여 명의 오디션 참가자들이 있었다고 한다.